# Reliance Steel & Aluminum Co.
Reliance Steel and Aluminum Co. (RSAC) er en amerikansk virksomhed med hovedkvarter i Scottsdale, Arizona, der distribuerer metaller og metalvarer. De har ca. 100.000 forskellige produkter inklusiv aluminium, messing, legeringer, kobber, kulstofstål, rustfrit stål, titanium, osv. Produkterne distribueres til 125.000 kunder i Nordamerika.
Virksomheden driver følgende mærker: Phoenix Metals, Allegheny Steel Distributors, Best Manufacturing, CCC Steel, Delta Steel, EMJ, Feralloy, Infra-Metals Co., KMS Fab LLC and KMS South, Liebovich, Metals USA, National Specialty Alloys, Pacific Metal, Reliance Metalcenter, Siskin Steel, Tube Service, Valex og Yarde Metals.
RSAC blev etableret i Los Angeles 3. februar 1939 af Thomas J. Neilan. Oprindeligt hed virksomhed Reliance Steel Products Company og de solgte stål til byggebranchen.